# Martin Ruland der Jüngere
Martin Ruland der Jüngere, auch Martin Rulandt oder latinisiert Martinus Rulandus (* 11. November 1569 in Lauingen; † 23. April 1611 in Prag), war ein deutscher Arzt und Alchemist. Er galt als Anhänger der durch Paracelsus begründeten Chemiatrie.

## Leben
Ruland d. J. wurde als Sohn des Arztes Martin Ruland d. Ä. (1532–1602) geboren. Nach seiner Schulzeit am Lauinger Gymnasium illustre (heute Albertus-Gymnasium) studierte er an den Universitäten Tübingen, Jena und Basel Medizin.
Er wurde 1592 in Basel promovierte und ging danach als Stadtphysicus nach Regensburg. Hier behandelte er auch den damaligen österreichischen Erzherzog Matthias, über dessen vermutliche Vermittlung Ruland d. J. 1607 als Hofmedikus und späterer Leibarzt des Kaisers Rudolf II. nach Prag kam.
Ruland stand in engem, z. T. freundschaftlichen Austausch mit namhaften Zeitgenossen wie Caspar Bauhin, Andreas Libavius, Joachim Tancke und Johannes Kepler.
Er starb im Alter von 41 Jahren an dem von ihm in seinem Werk De perniciosa luis Hungaricae tecmarsi et curatione  beschriebenen »ungarischen Fieber«.

## Werk

Titelblatt des Lexicon Alchemiae von 1612

Ruland verfasste unter anderem Propugnaculum chymiatriae: Das ist: Beantwortung und beschützung der Alchymistischen Artzneyen / Etlicher Spuriogalenisten verleumbdungen / und der Vortrefflichen hochnutzbarlichen Chymiatriae, unchristlichem und unbillichem verdammen entgegen gesatzt (J. Apel, Leipzig 1608).
Das bedeutendste Werk aus heutiger Sicht ist sein 1612 postum erschienenes Lexikon der Alchemie. Es erläutert die alchemistische Terminologie und Symbolik. Auch heute noch ist es eine wichtige Quelle für das Verständnis der Alchemie. Das Lexikon wurde früher vielfach fälschlich seinem Vater Ruland d. Ä. zugeschrieben.
Zu dem in Latein geschriebenen Lexikon liegt eine englischsprachige Übersetzung von Waite vor. 1987 erschien ein Nachdruck der Originalausgabe. Eine deutsche Übersetzung fehlt.